# ليزا توماشوسكي
ليزا توماشوسكي هي ممثلة وعارضة ألمانية ولدت في 22 يوليو 1988، تم اختيارها بلاي بوي بلاي ميت النسخة الألمانية لشهر فبراير 2009.

## وصلات خارجية
- ليزا توماشوسكي على موقع IMDb (الإنجليزية)
- ليزا توماشوسكي على موقع ألو سيني (الفرنسية)
- ليزا توماشوسكي على موقع قاعدة بيانات الفيلم (الإنجليزية)
- ليزا توماشوسكي على موقع كينوبويسك (الروسية)